# Neophisis philippinarum
Neophisis philippinarum är en insektsart som först beskrevs av Heinrich Hugo Karny 1920.  Neophisis philippinarum ingår i släktet Neophisis och familjen vårtbitare. Inga underarter finns listade i Catalogue of Life.